# Apanteles propylae
Apanteles propylae är en stekelart som beskrevs av De Saeger 1941. Apanteles propylae ingår i släktet Apanteles och familjen bracksteklar. Inga underarter finns listade i Catalogue of Life.